# Vor ihren Augen sahen sie Gott
Vor ihren Augen sahen sie Gott (Originaltitel: Their Eyes Were Watching God) ist der Titel der aktuellen deutschen Fassung eines 1937 erschienenen Romans der afro-amerikanischen Autorin Zora Neale Hurston und ihr bekanntestes Werk. Hurston schrieb den Roman innerhalb von sieben Wochen auf einer anthropologischen Reise nach Haiti. Das Buch spielt im Florida des 20. Jahrhunderts und handelt vom Leben der Protagonistin Janie Crawford und ihrem Erwachen aus einem machtlosen Dasein, als sie die Zügel über ihr Schicksal in die eigene Hand nimmt. Hurstons Werk wurde zunächst nach erster Publikation von Kritikern wegen des verwendeten sprachlichen Stiles verpönt, doch gut 40 Jahre später erlangte die Geschichte neue Bedeutung in der Literatur für die Thematik des Schwarzen Feminismus. TIME wählte „Their Eyes Were Watching God“ 2005 unter die besten 100 englischsprachigen Romane seit 1923.

## Handlung
Die Geschichte beginnt mit der Rückkehr der Protagonistin Janie Crawford in ihre Wahlheimat Eatonville nach über einem Jahr Abwesenheit. Als dies bei den Bewohnern für das Verbreiten von bösartigen Gerüchten sorgt, wird Janie von ihrer alten Freundin von 20 Jahren Pheoby Watson besucht. Sie setzen sich zusammen auf die Terrasse von Janies altem Haus, um sich darüber auszutauschen, was im letzten Jahr vorgefallen ist. Dies kennzeichnet den Beginn einer Retrospektive, die sich über den Großteil des Romans ziehen wird und die gesamte Lebensgeschichte der Protagonisten bis zu diesem Zeitpunkt umfasst.
Janies Großmutter – im Buch nur Nanny genannt – war eine Sklavin, die wegen ihres Aussehens von ihrem Besitzer vergewaltigt wurde. Diese Übergriffe resultierten in der Geburt ihrer Tochter Leafy und der Eifersucht der Ehefrau von Nannys Peiniger. Um dem Zorn ihrer Herrin zu entkommen, läuft Nanny mit ihrer Tochter davon und findet am Ende des Amerikanischen Bürgerkriegs ein gutes Zuhause. Doch anstatt ein neues und glücklicheres Leben aufzubauen, wird Nanny mit neuen Problemen konfrontiert. Ihre Tochter Leafy wird von ihrem Lehrer vergewaltigt und geschwängert. Nachdem Janie geboren worden ist, wendet sich Leafy dem Alkohol zu und lässt ihre Tochter und Mutter allein zurück. All die Hoffnungen, die Nanny in Leafy gesetzt hatte, werden nun auf Janie gesetzt, was in einer strengen Erziehung resultiert. Als Janie 16 Jahre alt ist, wird die Protagonistin mit ihrem sexuellen Erwachen konfrontiert, und über ihre wahren Gefühle noch im Unklaren, erlebt sie ihren ersten Kuss mit dem Nachbarsjungen Johnny Taylor. Unglücklicherweise für sie bleibt sie in diesem Moment nicht unbeobachtet. Nanny ist Zeugin dieser ersten Annäherung und nimmt Janie kurz darauf hart ins Gericht. Sie erinnert Janie daran, dass wenn sie nicht vorsichtig genug sei, sie zum Maulesel der Gesellschaft werde, welche sie nur für ihren Körper und Arbeit missbrauchen wolle.
Um dies zu vermeiden, entscheidet Nanny, dass es das Beste für Janie sei, Logan Killicks – ein älterer Herr auf der Suche nach einer Frau – zu heiraten, da sie sie für unfähig hält, für sich selbst zu sorgen. Nanny schafft es, Janie von dieser Idee zu überzeugen, nachdem sie ihr die Vorteile einer solchen Ehe nähergebracht hat, d. h. Stabilität und neue Möglichkeiten, obwohl diese kein Interesse am alten Logan hegt. Nach der Hochzeit der beiden ist zunächst alles in Balance, da Logan ihr auf seiner Farm eine faire Behandlung zukommen lässt. Doch je länger die Ehe anhält, desto unglücklicher wird Janie. Denn für sie ist es eine Selbstverständlichkeit, dass eine Ehe Liebe involvieren muss. Doch Killicks war von Anfang an nicht an einer Liebesbeziehung interessiert, sondern an einem Landarbeiter, der die Felder pflügt. Sowohl Nanny als auch ihr Ehemann unterstellen ihr, ein verwöhntes und undankbares Gör zu sein, das sich einfach ihren Pflichten auf dem Hof entziehen will.
Um ihrer Misere schließlich zu entkommen, beschließt Janie, mit Joe Stark, genannt Jody, durchzubrennen, einem jungen, wortgewandten Mann, der ab und an Janie Gesellschaft leistete, um sie mit seinen Worten zu bezaubern. Sie machen sich auf den Weg nach Eatonville, eine der ersten komplett schwarzen Städte in Amerika, um dort ihr gemeinsames Leben anzufangen. Doch Jody ist mit dem, was er dort vorfindet, nicht zufrieden. Er glaubt, dass es den Einwohnern an jeglichem Ehrgeiz, die Stadt weiterzubringen, fehlt, und nimmt dies daraufhin in die eigene Hand. Er kauft das umliegende Land und beauftragt die Bewohner, einen Gemischtwarenladen zu erbauen, um seinen eigenen Einfluss in der Stadt zu untermauern. Schließlich wird er zum Bürgermeister ernannt. In der Zeit, in der ihr zweiter Ehemann mit der Bereicherung seiner selbst und der Stadt beschäftigt ist, wird sich Janie ihrer eigenen Position in Jodys Leben bewusst. Für ihn ist sie nichts als ein weiterer Besitz, mit dem er machen kann, was er will. Er diktiert ihr, wie sie sich anzuziehen und zu benehmen hat und limitiert ihre Interaktionen mit der restlichen Gemeinschaft auf das Minimum, wobei er alle Mängel an ihr harsch kritisiert. Doch Janie wagt es zu diesem Zeitpunkt nicht, sich gegen diese Behandlung aufzulehnen.
Nach einigen Jahren kann Janie es nicht mehr ertragen, wie ihr Ehemann sie behandelt, und sie bringt ihre Gefühle gegenüber Jody in einer Tirade über sein Verhalten zum Ausdruck. Jody wiederum erwidert die verbale Attacke mit Gewalt und schlägt Janie mit all seiner Kraft. Hier trennen sich die Wege der beiden, und obwohl beide in der Stadt verbleiben, gibt es kaum eine Kommunikation zwischen ihnen. Doch Jody wird in der Zeit, in der sie getrennt leben, schwer krank; wie sich später herausstellt, leidet er an Nierenversagen. Janie, die von seinen baldigen Tod erfährt, geht ihn ein letztes Mal besuchen, um ihm von der Person zu erzählen, die sie wirklich ist und die er wegen seines ständigen Drangs, sie zu kontrollieren, nie zu sehen bekommen hat. Beruhigt durch das Wissen, dass Jody gestorben ist, nachdem er ihr wahres Ich kennengelernt hat, führt sie ihr Leben als vermögende Witwe fort.
In diesen Lebensabschnitt findet sich Janie von vielen Verehren umringt, teils wegen ihres Aussehens, teils wegen ihres Vermögens, aber dies ist nicht von Bedeutung für sie, da sie jegliche Angebote aus Prinzip ablehnt. Aber nach einiger Zeit trifft sie auf den jungen Herumtreiber und Glücksspieler Vergible Woods, der es bevorzugt, „Tea Cake“ genannt zu werden. Wenn er in der Nähe ist, besucht er Janie im Gemischtwarenladen, den sie seit dem Tod ihres zweiten Mannes weiterführt. Tea Cake zieht Janie in seinen Bann durch seine entfesselte Attitüde. Er umwirbt sie, indem er ihr den Respekt gibt, nach dem sie sich sehnt, und bringt sie zum Lachen mit seinen improvisierten Ständchen auf der Luftgitarre. Zunächst hegt Janie noch Zweifel an seinen Gefühlen, ist sie doch älter als er und reicher, trotzdem verliebt sie sich in ihn. Sie verkauft den Laden, und die beiden machen sich auf nach Jacksonville, um zu heiraten. Sie ziehen in die Everglades, wo sie Arbeit als Bohnenpflücker finden. Obwohl die Beziehung ein ständiges Auf und Ab der Gefühle ist, in dem sowohl Janie als auch Tea Cake des Öfteren eifersüchtig werden und Janie mit Tea Cakes Spielsucht und Anflügen von Besitzgier von ihr zu kämpfen hat, ist doch diese Heirat genau das, was sie sich als junges Mädchen gewünscht hat, eine Beziehung voller Liebe.
Doch ihr Glück ist nicht von langer Dauer, als die Gegend vom Okeechobee-Hurrikan heimgesucht wird und Janie und Tea Cake vom Wasser eingeschlossen werden. Auf ihrem Weg zur Sicherheit treffen sie auf einen tollwütigen Hund, der versucht, Janie anzugreifen, doch Tea Cake kommt dazwischen und wird an ihrer Stelle gebissen. Nach diesen Ereignissen zieht sich Tea Cake selbst die Tollwut zu, was in einer Persönlichkeitsveränderung resultiert. Er wird schneller eifersüchtig und kann seine Wut kaum mehr zügeln. Zum Schluss versucht Tea Cake, sie aus seiner Gefühlswut heraus mit einer Pistole zu erschießen, aber Janie schafft es, die Flinte im Haus zu ergreifen und ihren Geliebten in Selbstverteidigung zu töten. Dennoch muss Janie für ihre Tat vor dem Gericht erscheinen. Tea Cakes männliche Freunde tauchen auf, um sie zur Rechenschaft zu ziehen, doch eine Gruppe weißer Frauen aus der Umgebung erscheint, um sie zu unterstützen. Das komplett weiße Geschworenengericht spricht sie frei von Schuld, und Janie verabschiedet sich von Tea Cake mit einer aufwendigen Beerdigung. Hier entschuldigt sich Tea Cakes Freundeskreis und wünscht, dass Janie in den Everglades verweilen werde. Janie vergibt den Freunden, entscheidet sich aber, nach Eatonville zurückzukehren. Wie erwartet, wird ihre Rückkehr mit schlechter Nachrede begrüßt und beendet danach die Geschichte, wo sie begonnen hat, mit Janie und Pheoby zusammen auf der Terrasse hinter Janies altem Haus.

## Charaktere

### Janie Crawford
Janie ist zu Beginn ihres Lebens ein sehr naives Kind. Bis zu ihrem 6. Lebensjahr war ihr nicht bewusst, dass sie sich von anderen Kinder durch ihre Hautfarbe unterscheidet, bis sie jemand darauf hinweist. Des Weiteren spricht es für einen Mangel an Selbstwahrnehmung, dass ihr schon früh viele unterschiedliche Namen gegeben worden sind, sodass sie einfach nur noch „Alphabet“ genannt wird und mehr ein Stellvertreter mehrerer Charaktere wirkt, als eine eigene Persönlichkeit zu vermitteln.

## Rezeption

### Ursprünglich
Nach der ersten Veröffentlichung ihres Werkes erhielt Hurston wenig Zuspruch. Auch seitens der anderen Autoren der Harlem Renaissance kam selten mehr als Widerspruch zu ihren Thematiken. Richard Wright beklagt, dass Hurston sich weigere, ernsthafte Fiktion zu schreiben und nicht aus dem Stil und Formula „aus den Tage Phyllis Wheatley“ herausbrechen kann, auch Ralph Ellison drückte sich ähnlich aus. Doch nicht alle Kritiken des Romans fielen so negativ aus, unter den weißen Kritikerkreisen fand ihr Buch großen Anklang, obwohl sich dieses nicht finanziell niederschlug.

### Nach der Wiederentdeckung
Im Zuge der Einführung der „Black Studies“ – ein Programm, welches Schwarzer Literatur einen Platz in der akademischen Welt verschaffte – in Universitäten der USA während der 1970er und 80er Jahre wurde Hurston neu entdeckt. Dies fiel in die Zeit des stetig wachsenden Schwarzen Feminismus, welcher von Mary Helen Washington, Audre Lorde und Alice Walker angeführt wurde. Vor allem Walker vermerkte, dass Hurstons Buch genau ihrem Geschmack entspreche.

## Ausgaben

### Englische Ausgaben
- Zora Neal Hurston: Their Eyes Were Watching God. Virago. 1990. ISBN 0-86068-524-1 (Taschenbuch)

### Deutsche Ausgaben
- Zora Neal Hurston: Und ihre Augen schauten Gott. Deutsch von Barbara Henninges. Ammann. Zürich 1993. ISBN 3-250-10205-9.
- Zora Neal Hurston: Vor ihren Augen sahen sie Gott. Neu übersetzt von Hans-Ulrich Möhring. edition fünf. Gräfelfing 2011. ISBN 978-3-942374-12-5.

## Adaptionen
Im Jahr 2005 kam in den USA eine Fernsehfilm-Adaption des Buches heraus, welche auf ABC erstmals ausgestrahlt wurde. Das Drehbuch hierzu wurde unter anderen von Suzan-Lori Parks geschrieben, und Oprah Winfrey fungierte als Executive Producer. Unter der Regie von Darnell Martin brachten Schauspieler wie Halle Berry und Terrence Howard das Buch zum Leben, wobei Berry für ihre Leistung 2006 für einen Golden Globe nominiert war.